# Porebrice (Gradačac)
Pour les articles homonymes, voir Porebrice.
Porebrice (en serbe cyrillique : Поребрице) est un village de Bosnie-Herzégovine. Il est situé dans la municipalité de Gradačac, dans le canton de Tuzla et dans la fédération de Bosnie-et-Herzégovine. Selon les premiers résultats du recensement bosnien de 2013, il compte 70 habitants.
Avant la guerre de Bosnie-Herzégovine, le village faisait entièrement partie de la municipalité de Gradačac ; après la guerre, une portion de son territoire a été rattachée à la municipalité de Pelagićevo, intégrée à la république serbe de Bosnie.

## Démographie

### Évolution historique de la population
| 1948 | 1953 | 1961 | 1971 | 1981 | 1991 | 2013 |
| ---- | ---- | ---- | ---- | ---- | ---- | ---- |
| -    | -    | 803  | 884  | 844  | 798  | 70   |

|  |

### Communauté locale
En 1991, la communauté locale de Porebrice comptait 1 047 habitants, répartis de la manière suivante :